# Jezerska Kočna
Le Jezerska Kočna est un sommet des Alpes, à 2 540 m, dans les Alpes kamniques, en Slovénie.
Il fait partie de l'ensemble des Kočna, de même notamment que Kokrska Kočna (2 520 mètres). L'ensemble forme la pierre angulaire occidentale du groupe central des Alpes kamniques, à l'ouest du Grintovec. Le Kočna est l'un des trois sommets du massif à dépasser la cote des 2 500 mètres.
Le Jezerska Kočna est séparé du Grintovec par la brèche Dolška škrbina et par le vallon Dolci au-dessus duquel s'élève le versant est des Kočna. C'est au fil d'une crête sommitale nord-est/sud-ouest que le Jezerska Kočna est relié au Kokrska Kočna.
L'arête nord-ouest, la plus longue des Alpes kamniques, descend vers le cours de la Kokra. Les versants sud et sud-ouest penchent sur la vallée de la Suhadolnica, un affluent rive gauche de la Kokra.
Le versant nord-est occupe la vallée Ravenska Kočna à l'est et le versant nord-ouest celle de Makekova Kočna, séparées par l'imposante arête nord qui s'étire vers la localité de Jezersko.

## Accès
- Sud-est : refuge Cojzova koča[3].
- Nord-est : refuge Češka koča.